# Ben 10: Vesoljska moč
Ben 10: Vesoljska moč (angleško : Ben 10: Alien Force) je ameriška animirana televizijska serija.
1. 1 2  fernsehserien.de